# Niská dráha

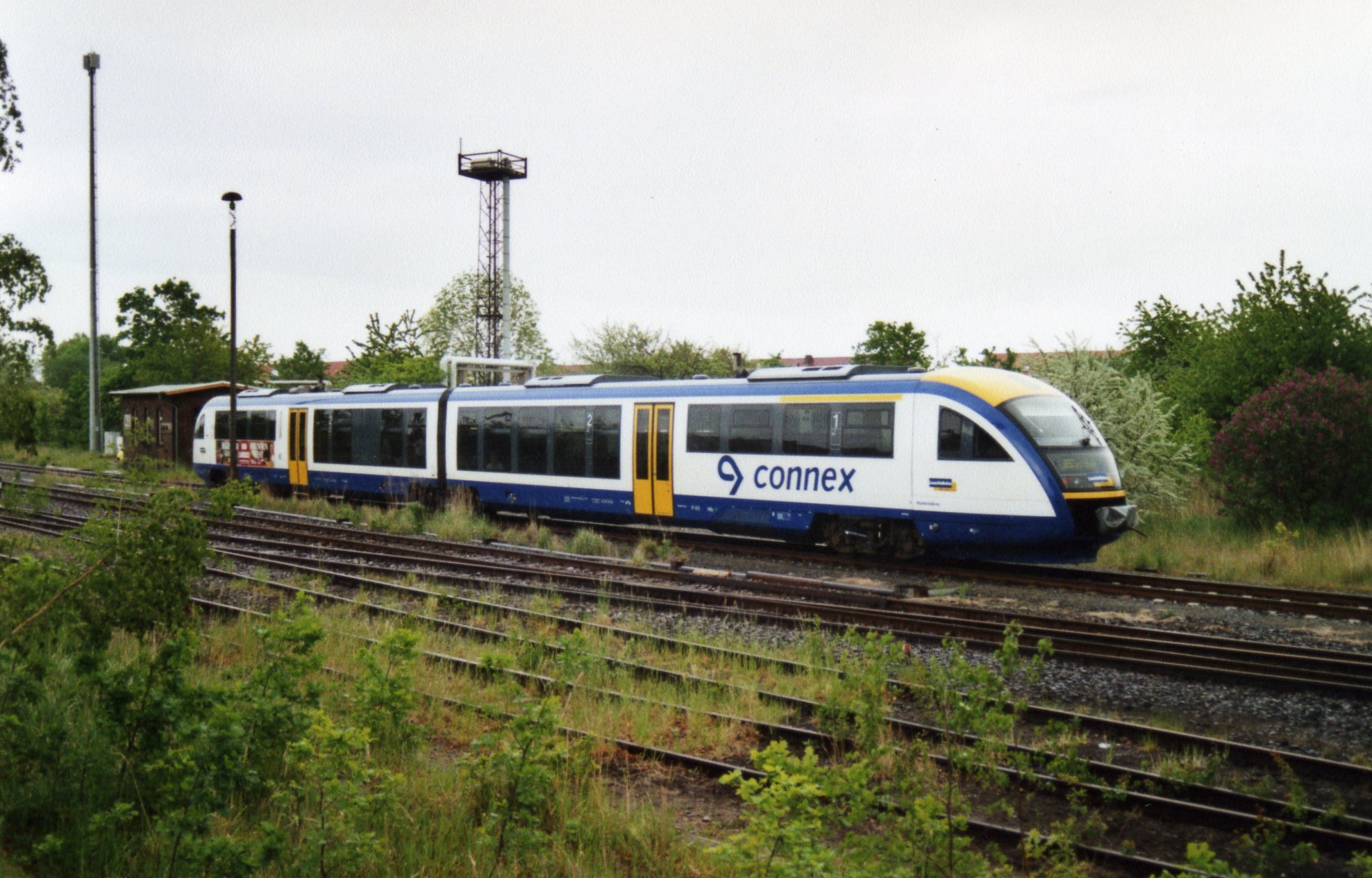
Vlak u nádraží Hagenwerder

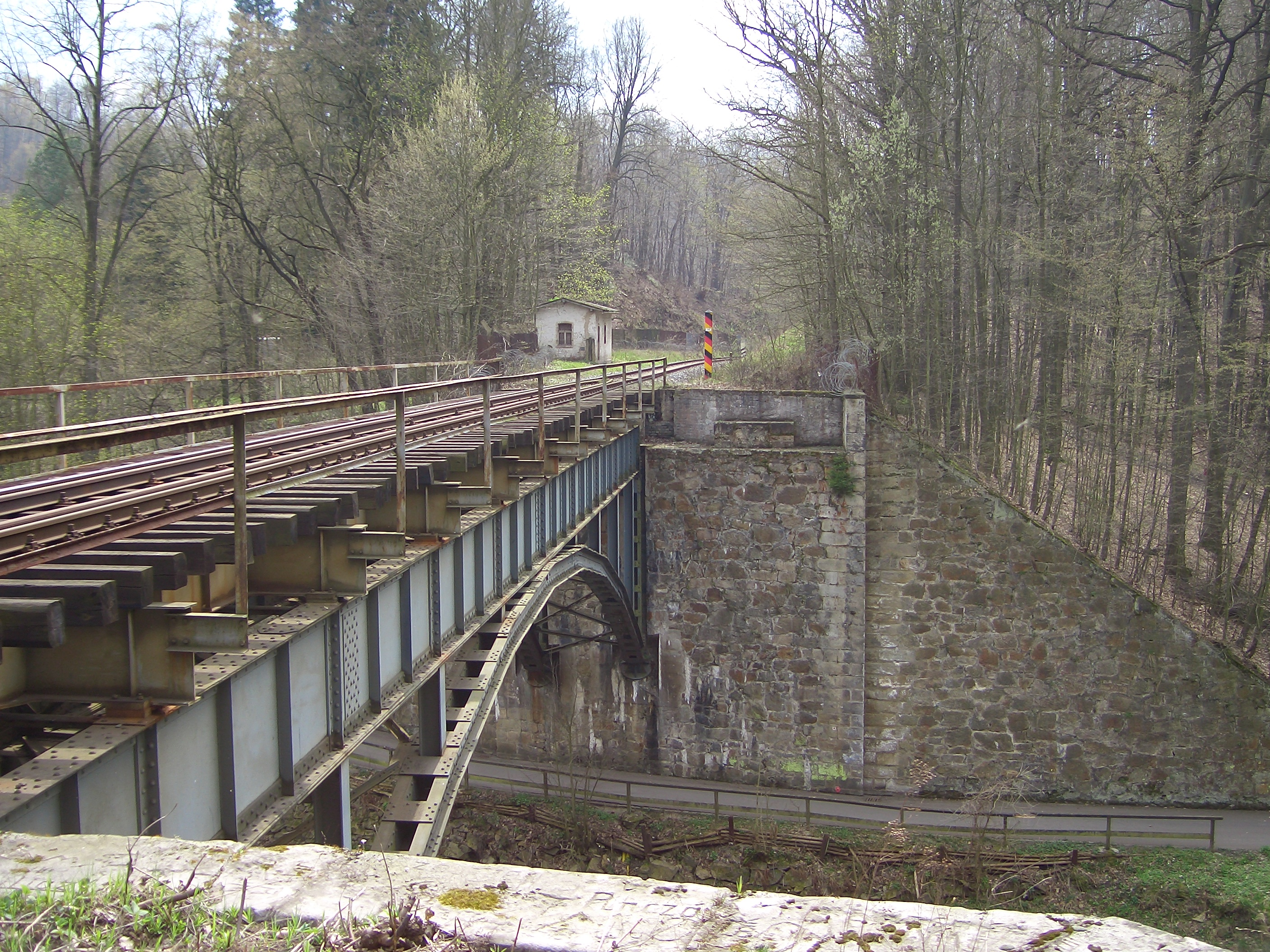
Most přes Nisu u bývalé zastávky Rosenthal

Niská dráha (německy Neißetalbahn) je vedlejší ťrať mezi saskými městy Zhořelec (Görlitz) a Žitava (Zittau). Trať vede údolím Lužické Nisy, od roku 1945 se dva úseky nacházejí na území Polska. Název Niská dráha byl do roku 1945 používán pouze pro úsek Nickrisch–Žitava, který byl uveden do provozu v roce 1875. Nickrisch (od roku 1936 Hagenwerder) ležel na trati Görlitz–Seidenberg (Zawidów), uvedené do provozu témže roce, která byla jednou z částí dálkového spojení Berlín–Vídeň.

## Popis trati
Trať opouští zhořelecké nádraží pravotočivým obloukem, podjíždí přitom krátkým tunelem souběžně vedoucí tratě do Vratislavi a Jelení Hory, a v zářezu se stáčí k jihu.

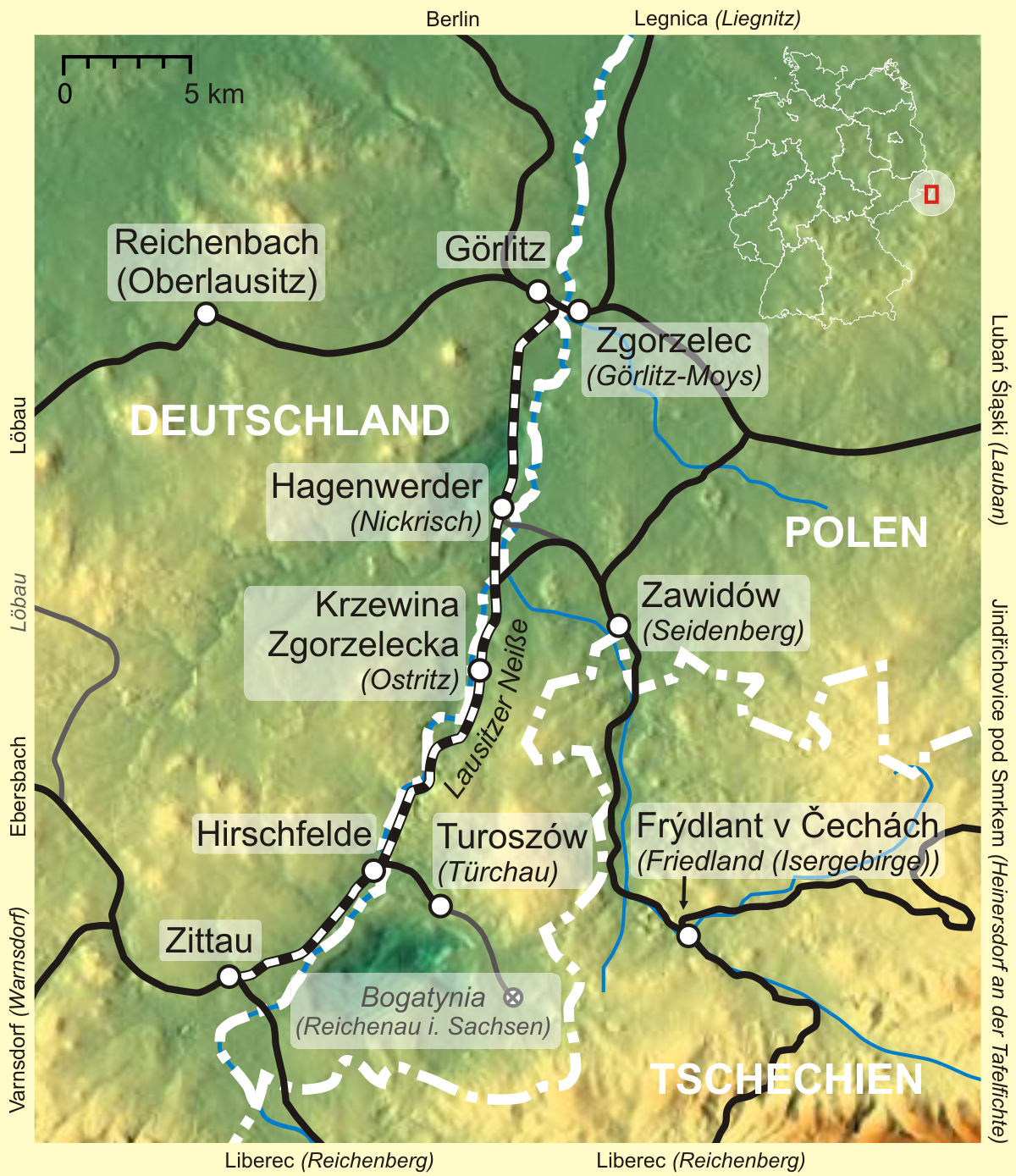

Za zastávkou Görlitz-Weinhübel trať opouští území města. Následující zastávka Deutsch-Ossig byla zrušena, stejnojmenná obec zanikla kvůli povrchové těžbě hnědého uhlí. Na nádraží Hagenwerder dříve odbočovala hlavní trať doprava ve směru na Seidenberg (Zawidów), a pokračovala dále přes Frýdlant v Čechách do Liberce. Po posunutí hranic Polska k Lužické Nise byl provoz zastaven, trať byla později snesena. Krátce za nádražím Hagenwerder trať poprvé překonává tok Lužické Nisy a dále vede po území Polska. Zleva se připojuje trať ze Zawidówa, která je dnes využívána pouze pro nákladní přepravu. Následující nádraží Krzewina Zgorzelecka, dříve Ostritz, je jediným místem kde staví německé vlaky na polském území. Na zastávce Bratków Zgorzelecki (Marienthal) již vlaky nestaví.
Následující kilometry tratě vedou krajinově půvabným průlomem Nisy. U bývalé zastávky Rosenthal trať protíná meandr Lužické Nisy, zhruba 200 metrů trati tak kuriózně patří do vlastnictví Deutsche Bahn. Na konci úzkého údolí, za odbočkou do města Bogatynia (Reichenau), trať překonává Lužickou Nisu počtvrté. Dále vede přes nádraží Hirschfelde, obstarávajícího v letech 1984–1992 zásobování přilehlé tepelné elektrárny, a po sérii několika přímých úseků ústí do východního zhlaví Žitavského nádraží.